# Station Piaski
Station Piaski is een voormalig spoorwegstation in de Poolse plaats Krynica Morska. Het station lag in het stadsdeel Piaski.